# Calle del Acueducto
La calle del Acueducto es una vía pública de la ciudad española de Sagunto.

## Descripción
La vía discurre desde la calle del Muro de Santa Ana hasta la del Padre Maresme. Se conoció hasta finales del siglo XIX como «calle Alta de Santa Ana», pero con el título actual recuerda el acueducto que surtió de aguas a la ciudad. Aparece descrita en el Nomenclator de las calles, plazas y puertas antiguas y modernas de la ciudad de Sagunto (1901) de Antonio Chabret y Fraga con las siguientes palabras:

Acueducto (calle del). Empieza en la del Muro de Santa Ana y termina en la del P. Maresme. Esta calle tuvo su origen en el siglo XVII con el nombre de Alta de Santa Ana, porque ocupa la parte más elevada del arrabal de esta invocación. Recientemente se le ha cambiado el nombre por el que va en el epígrafe, que es el más propio, por correr paralelo á la fila de casas que mira al Mediodía el acueducto romano que surtía de aguas potables á la antigua Sagunto. Las ruinas de este monumento han servido para cimentar algunas casas de las indicadas anteriormente, pero á trechos pueden observarse todavía los muros del conducto de durísimo hormigón, con una elevación de 2 por 0'50 metros de ancho. Este acueducto, cuyo trazado puede estudiarse perfectamente, empezaba en la partida de Figueroles, donde lo alimentaba el Palancia y después de recorrer la falda del monte del Castilo que mira hacia el Norte, penetraba en la población murada por la base de la segunda torre, junto á la derruida puerta de Teruel.
(Chabret y Fraga, 1901, p. 18)